# Radio.de

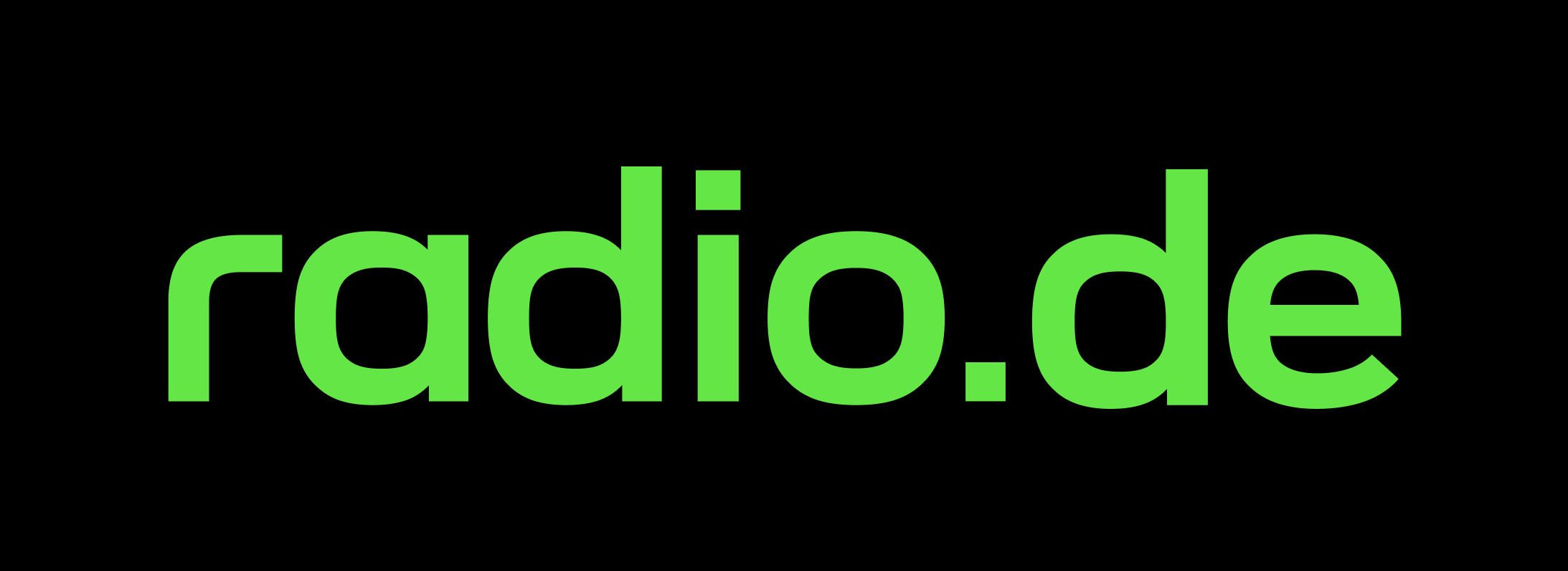
Logo Radio.de

Die 2007 gegründete radio.de GmbH ist der Betreiber des internationalen Service radio.net mit regionalisierten Websites und Apps sowie des Podcatchers GetPodcast. Der Sitz des Unternehmens ist in Hamburg. radio.net ist ein Aggregator, der mehr als 60.000 Radiosender auf einer Website und in Apps bündelt. GetPodcast ist ein Podcatcher, der Zugang zu mehr als zwei Millionen Podcasts bietet. Die radio.de GmbH ist ein Unternehmen der Madsack Mediengruppe.

## Geschichte

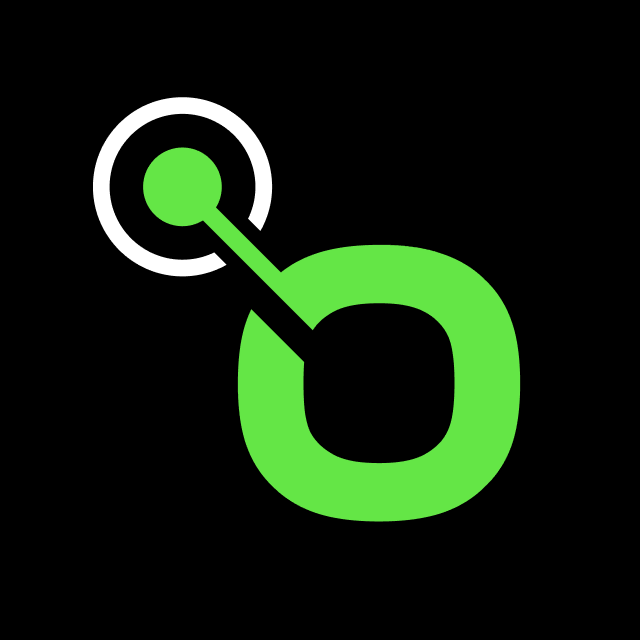
App Icon

Die radio.de GmbH wurde 2007 gegründet. 2008 wurde die Website mit 4.000 Webradios öffentlich gelauncht. 2009 folgte die gleichnamige  iOS App. Die Android-App wurde 2012 veröffentlicht. 2012 veröffentlichte der Anbieter mit PRIME eine Bezahlvariante der Apps, die auf Video- und Bannerwerbung verzichtet. 2013 wurden ebenfalls Apps für BlackBerry und Windows Phone veröffentlicht. Seit 2015 ist radio.de in Fahrzeugen verfügbar und wurde zum offiziellen Partner der Porsche Connect App. 2018 folgte eine Integration für Sonos WLAN-Lautsprecher unter dem Namen radio.net. 2019 wurde der dezidierte Podcatcher GetPodcast als Webservice sowie als iOS- und Android-App veröffentlicht. Die GetPodcast-Datenbank ist mit mehr als zwei Millionen Podcasts ebenfalls in der radio.de App integriert, sodass die Nutzer Radiosender und Podcasts hören und favorisieren können.

## Funktionen
radio.de bietet Nutzern die Möglichkeit, mehr als 60.000 Webradios direkt im Browser oder in den Apps zu hören. Die Sender sind nach Musikrichtung, Themenschwerpunkt und Senderstandort kategorisiert. Eine Suche ermöglicht den direkten Zugriff auf die verschiedenen Sender. Die Hörer können Radiosender als Favoriten anlegen. Durch die Integration der GetPodcast Datenbank sind in den Apps auch mehr als zwei Millionen Podcasts abrufbar. Nutzer können Podcasts favorisieren, sich über neue Episoden benachrichtigen lassen und einzelne Episoden für eine Offline-Nutzung herunterladen.

## Sprachen
Der Service ist in 15 Sprachen weltweit verfügbar. radio.net fungiert dabei als Dachmarke. Es gibt insgesamt 20 regionalisierte Websites, die jeweils lokale Radiosender in den Mittelpunkt stellen.